# ترک (نرم‌افزار)
ترک (به انگلیسی: Trac) یک سیستم مدیریت پروژه و سیستم پیگیری اشکالات نرم‌افزاری مبتنی بر وب است که به صورت نرم‌افزار آزاد توسعه داده می‌شود. نام این پروژه در اوایل svntrac بود و از پروژه CVSTrac الهام‌گیری شده بود. در حال حاضر این برنامه توسط شرکت Edgewall Software توسعه داده شده و نگهداری می‌شود. برنامه Trac به زبان برنامه‌نویسی پایتون نوشته شده‌است. تا اواسط سال ۲۰۰۵، این برنامه تحت پروانه جی‌پی‌ال منتشر می‌شد، اما از نسخه ۰٫۹ به بعد، این برنامه تحت یک پروانه دستکاری‌شده بی‌اس‌دی منتشر می‌شود. از جمله قابلیت‌های ترک می‌توان به سیستم ارسال و مدیریت تیکت، جستجو در تیکت‌ها، مدیریت حساب‌های کاربری، ویکی (مشابه موین‌موین)، پشتیبانی از فیدهای RSS، پشتیبانی از چند مخزن در هر پروژه، پشتیبانی از پلاگین و افزونه‌های مختلف، سیستم وبلاگ‌نویسی، سیستم انجمن گفتگو و تبادل نظر، پشتیبانی از سابورژن، گیت، مرکوریال، سی‌وی‌اس، بازار و …، سیستم آگاه‌سازی بوسبله ایمیل و قابلیت‌های زیاد دیگر اشاره کرد.